# Seol

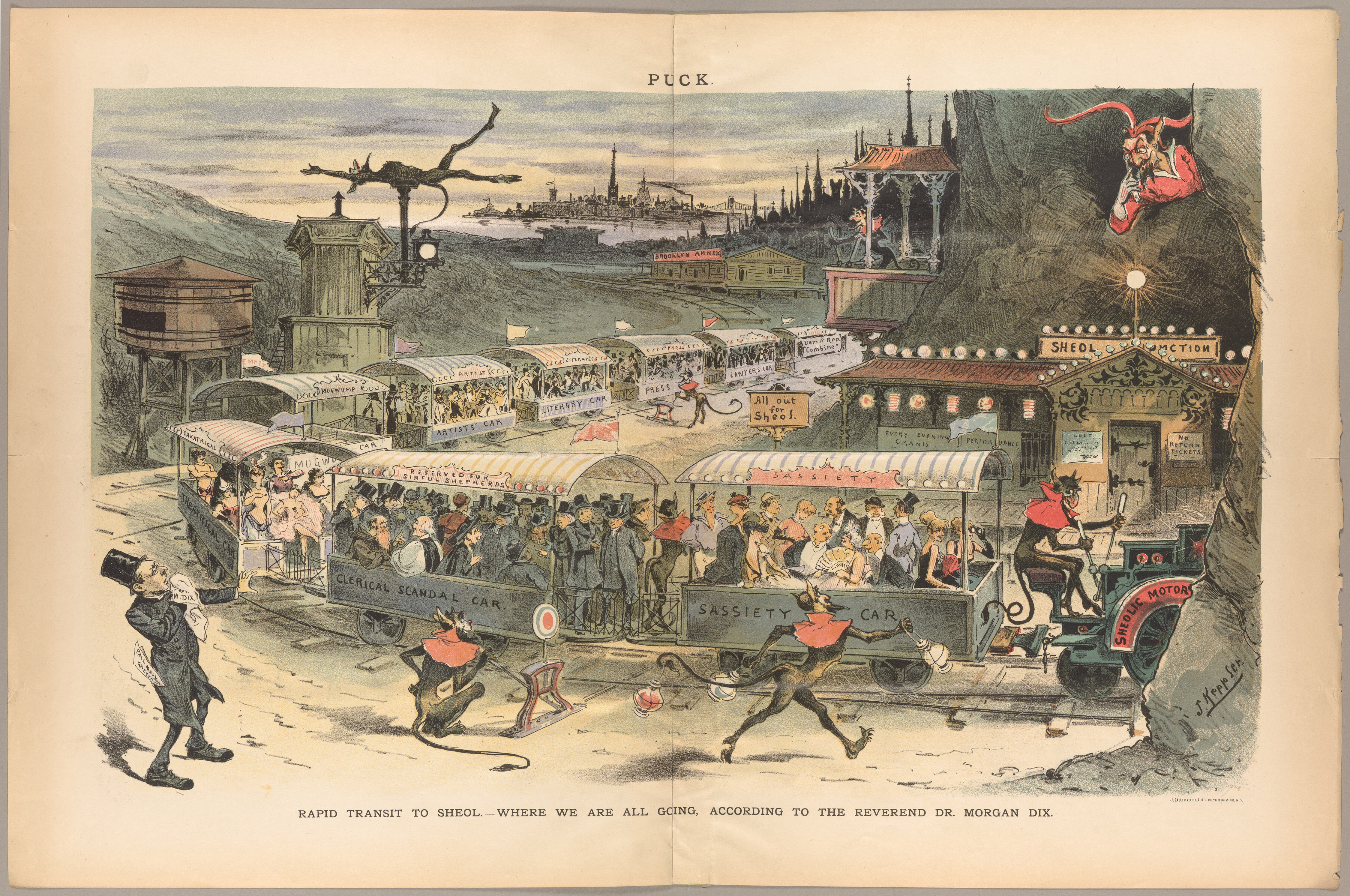
"Rapid Transit to Sheol" por Keppler Joseph Ferdinand em 1888.

Seol, Xeol ou Sheol, (em hebraico: שאול; romaniz.: Sheh-ól ou She'ol; lit. "Sepultura") é retratado originalmente como a "região dos mortos" ou "mundo dos mortos" de maneira genérica para toda a humanidade. É importante não o confundir com a ideia do purgatório católico ou com inferno de fogo.

## Etimologia
A origem do termo sheol é obscura. Uma teoria é que o seol tenha uma ligação com ša'al, a raiz da palavra que significa fazer tocas e é portanto relacionada ao termo šu'al, isto é, raposa ou [animal] que faz tocas. O estudioso da Bíblia William Foxwell Albright sugere que a raiz hebraica para SHE'OL é SHA'AL, que significa "perguntar, interrogar, questionar." John Tvedtnes, também um estudioso da Bíblia, conecta isso com o tema “experiência da proximidade da morte“, da interrogação da alma após cruzar o túnel. O erudito bíblico Eugene H. Merrill afirma que o idioma sumério e o acadiano atestam šu’āru ou o termo alternativo šu’âlû, mas a maioria dos estudiosos rejeita qualquer relação entre essas palavras e sheol.
No que diz origem não ao termo, mas ao conceito, a Jewish Encyclopedia (Enciclopédia Judaica) considera mais provável uma visão originada em conceitos animistas: "Com o corpo no túmulo permanece conectada a alma (como nos sonhos): ou mortos enterrados em covas familiares continuam a ter comunhão (comp. Jer. xxxi. 15). O sheol é praticamente uma sepultura familiar em larga escala. Sepultaras eram protegidas por portões e setas; logo, o seol era guardado de forma similar. Os compartimentos separados eram desenvolvidos para clãs separados, sectos, e famílias, distinções nacionais e de sangue continuando com efeito até a morte. Que o sheol seja descrito como subterrâneo não é senão a aplicação de um costume de tirar fora pedras de passagens levando ao subterrâneo para o enterro."

## Seol na Bíblia Hebraica
Na Bíblia Hebraica, a palavra "sheol" ocorre 65 vezes. Ela é usada mais frequentemente nos Salmos e em outros livros sapienciais, além dos livros proféticos. Alias, sua principal ocorrência se dá nos textos poéticos.
Jacó, não conformado com a relatada morte de José, exclama: "Eu descerei até meu filho enlutado no Sheol" (Livro do Gênesis 37:35).
Outros exemplos desse uso:
- Livro de Jó 14:13 "Quem dera, me escondesses no Sheol, e me ocultasses até que a tua ira tenha passado."
- Salmo 6:5 "Pois na morte não há lembrança de ti; no Sheol quem te louvará?"
- Salmo 86:13: "Pois grande é a tua misericórdia para comigo; e livraste a minha alma das profundezas do Sheol”
- Salmo 139:8: "8 Se subir ao céu, lá tu estás; se fizer no Sheol a minha cama, eis que tu ali estás também."
- Livro dos Provérbios 30:16:"o Sheol, a madre estéril, a terra que não se farta d`água, e o fogo que nunca diz: Basta.”
- Livro de Eclesiastes 9:4-6:"Pois, quanto àquele que está unido a todos os viventes, há confiança, porque melhor está o cão vivo do que o leão morto. 5 Pois os viventes estão cônscios de que morrerão; os mortos, porém, não estão cônscios de absolutamente nada, nem têm mais salário, porque a recordação deles foi esquecida.6 Também seu amor, e seu ódio, e seu ciúme já pereceram, e por tempo indefinido eles não têm mais parte em nada do que se tem de fazer debaixo do sol."
- Livro de Eclesiastes 9:10:"Tudo o que a tua mão achar para fazer, faze-o com o poder que tens, pois não há trabalho, nem planejamento, nem conhecimento, nem sabedoria no Sheol, o lugar para onde vais."

O conceito hebraico é paralelo àquele que existia sobre o submundo sumério, para o qual desce Inanna.[carece de fontes]

## Compreensões sobre o significado de Sheol

### Sheol do Judaísmo moderno
Segundo o Judaísmo, she'ol é o local de purificação espiritual [carece de fontes] ou punição para os mortos, um local o mais distante possível do céu. De acordo com a maior parte das fontes judaicas, o período da purificação ou punição é limitado a apenas doze meses e cada sábado é excluído da punição. Após esse período, a alma irá ascender ao Olam Habá, o mundo a vir, ou será destruída se for muito má. O local de purificação espiritual ou punição para os mortos maus não é chamado no Judaísmo de "Inferno" já que este nome tem origem no latim, e sim por Ge-hinnom ou sheol. É um nome figurativo para um local onde se acredita que são reunidos os mortos.
A palavra "hades" (=submundo) substituiu "sheol" quando a Bíblia Hebraica foi traduzida para o grego (ver Septuaginta) na antiga Alexandria por volta do ano 200 A.C.

### Seol no Cristianismo
No Cristianismo seol é a destinação comum tanto dos homens corretos quanto dos incorretos, como apresentado no livro de Eclesiastes  e no Livro de Jó. O Novo Testamento (escrito em grego) também usa "hades" para se referir ao mundo dos mortos. A crença de que aqueles no “seol” esperavam a ressurreição é refletida na história do Novo Testamento de Lázaro. Traduções inglesas das escrituras hebraicas traduziram de formas variadas o termo “seol” por "inferno" ou  por "o túmulo".
Na Bíblia, o seol (assim como o hades, exceto em parábolas) tem o significado de "morte temporária (a morte atual da maioria dos humanos, que vai terminar com a ressurreição no dia do juízo).

## Perspectiva Histórica
De acordo com os professores Stephen L. Harris e James Tabor, seol é um lugar de “vazio” que tem suas origens na Bíblia Hebraica (ou Tanaque).
"Os antigos Hebreus não tinha ideia de uma alma imortal tendo uma vida completa além da vida, nem de nenhuma ressurreição ou retorno da morte. Seres humanos, como os animais do campo, são feitos de “pó da terra” e na morte eles retornam ao pó (Gênesis 2:7; 3:19). A palavra hebraica Alma (Nephesh, grego: Psyche), tradicionalmente traduzida por “alma vivente”, mas mais adequadamente compreendida como “criatura vivente” é a mesma para todas as criaturas viventes e não se refere a nada imortal... Todos os mortos descem ao seol, e lá eles jazem no sono juntos. Seja bom ou mau, rico ou pobre, escravo ou liberto (Jó 3:11-19). Ele é descrito como uma região “escura e profunda", "a cova," e"a terra do esquecimento", interrupção da vida (Salmos 6:5; 88:3-12). Embora em alguns textos o poder de Javé possa alcançar o seol (Salmos 139:8), a ideia dominante é a de que os mortos são abandonados para sempre. Essa ideia do sheol é negativa em contraste com o mundo da vida e da luz acima, mas não há noção de julgamento ou recompensa e punição. Se se encara situações extremas de sofrimento no mundo dos vivos acima, como aconteceu com Jó, o sheol pode ser visto como um alívio bem-vindo à dor - basta ver o terceiro capítulo de Jó. Mas, basicamente, ele é um tipo de “nada”, uma existência que é praticamente uma inexistência, na qual a sombra do antigo ser próprio sobrevive. (Salmos 88:10)."
Harris partilha observações similares em seu “Compreendendo a Bíblia”: “o conceito de punição eterna não ocorre na Bíblia Hebraica, que usa o termo sheol para se dignar uma estreita região subterrânea onde os mortos, bons e maus, subsistem apenas como sombras impotentes. Quando os escribas judeus helenistas traduziram a Bíblia para o grego, eles usaram o termo “hades” para traduzir seol, trazendo uma associação mitológica completamente nova à ideia de existência póstuma. Nos mitos da Grécia Antiga, o Hades, nomeado a partir da deidade sombria que o reinava, era originalmente similar ao seol hebraico, um submundo escuro no qual todos os mortos, a despeito do mérito individual, eram indiscriminadamente colocados."  Enquanto alguns crentes da Bíblia acreditam que ela contenha uma doutrina do Inferno (a despeito do que eles possam pensar sobre a natureza do Inferno), as visões típicas de Harris e estudiosos histórico-críticos da Bíblia é que a doutrina muda pelo Livro, de acordo com a época que refletem.

## Seol na Literatura Intertestamentaria

### Livros deuterocanônicos
Em Eclesiásticos a visão do sheol/hades é similar àquela de Eclesiastes: "Quem irá louvar o mais Alto nos Céus, como fazem aqueles que estão vivos e agradecem? Dos mortos, como daqueles que não existem, o agradecimento cessou; Aquele que está vivo canta a glória do Senhor. (Eclesiásticos 7:27-28)

### Manuscritos do Mar Morto
Ainda há debates a respeito das visões da comunidade de Qumran em relação ao Hades, e se seus textos refletem uma visão consistente.

### Pseudoepígrafos
Visitas ao Hades são um tema comum de vários pseudoepígrafos. Por exemplo:
- O Livro de Enoque (160 a.C.) presumivelmente registra a visão de Enoque do cosmos. O autor descreve o seol como dividido em quatro seções: uma onde os santos fiéis aguardam o Dia do Julgamento, uma onde os bons moderados aguardam sua recompensa, outra onde os maus são punidos e aguardam seu julgamento na ressurreição, e a última onde os maus que não tem perspectiva de ressurreição sofrem tormentos.
- O Apocalípse de Sofonías (1000 a.C. - 70 d.C.) também representa o seol.